# Dmitri Chvorostovski
Dmitri Aleksandrovitsj Hvorostovski (Russisch: Дмитрий Александрович Хворостовский) (Krasnojarsk, 16 oktober 1962 - Londen, 22 november 2017) was een Russisch operazanger met het stemtype bariton.

## Carrière
Hvorostovski studeerde aan het conservatorium van Krasnojarsk. Hij maakte zijn debuut in het Krasnojarsk Operahuis in de rol van Marullo in Rigoletto. In 1989 verwierf Hvorostovski internationale bekendheid door de BBC Cardiff Singer of the World Competition te winnen. Hij heeft in elk groot operahuis opgetreden, waaronder de Metropolitan Opera, het Royal Opera House, de Staatsoper Unter den Linden, het Teatro alla Scala en de Weense Staatsopera. Zijn repertoire omvatte hoofdrollen in opera's van Verdi (Don Carlos, La traviata, Un ballo in maschera, Simon Boccanegra, Il trovatore), Bellini (I puritani) en Tsjaikovski (Schoppenvrouw, Jevgeni Onegin). Daarnaast trad hij op als concertzanger, ook bij grote manifestaties in Rusland.
In 2015 werd een tumor in zijn hoofd geconstateerd, waaraan hij eind november 2017 op 55-jarige leeftijd overleed.
- Bibliothèque nationale de France: cb139339797 (data)
- CiNii: DA11199285
- Gemeinsame Normdatei: 13010406X
- International Standard Name Identifier: 0000 0001 1080 1651
- Library of Congress Control Number: nr94002866
- Nationale Bibliotheek van Letland: 000226239
- MusicBrainz: d35c272c-46f4-4f05-bdb2-9bab3bbc268f
- Nationale Bibliotheek van Tsjechië: xx0108808
- Nationale Bibliotheek van Israël: 987007422924005171
- Nationale Bibliotheek van Polen: a0000002416666
- Nederlandse Thesaurus van Auteursnamen: 16395058X
- Istituto Centrale per il Catalogo Unico: LO1V332830
- SNAC: w6583fck
- Système universitaire de documentation: 149636059
- Virtual International Authority File: 103620036
- WorldCat: E39PBJy8mH8jbbDPdPKyqkpgKd